# لبخند کیمچی پنیر
لبخند کیمچی پنیر (کره‌ای: 김치 치즈 스마일؛ انگلیسی: Kimchi Cheese Smile) یک سیتکام محصول سال ۲۰۰۷ کره جنوبی است. این سیتکام داستان دو خانواده مختلف را دنبال می‌کند.